# Judith Kerr Primary School
Judith Kerr Primary School ist eine britische Grundschule im Stadtteil Herne Hill in London. Es handelt sich um eine als Free School von Eltern gegründete bilinguale Schule. Benannt ist die Schule nach der Autorin Judith Kerr, die hierzu ausdrücklich ihr Einverständnis erklärte.
Der Unterricht erfolgt auf Englisch und Deutsch. Inhaltlich folgt die Judith Kerr Primary School aber im Gegensatz etwa zur Deutschen Schule London dem britischen Curriculum. Bereits bei der Gründung der Schule kam es zu erheblichen Bewerberzahlen, so dass die Schule sofort mit einer Vorschulklasse und der ersten und zweiten Klasse startete. 2013 hatten 40 % der Schüler zumindest einen deutschen Elternteil, 60 % der Schüler nicht.